# Hela Profi Zentrum
Hela Profi Zentrum (Eigenschreibweise: hela Profi Zentrum) war eine deutsche Handelskette mit Stammsitz in Völklingen. An den einzelnen Standorten firmierte sie mit den vier Fachmärkten hela Baupark, hela GartenMeister, hela WohnExpress und hela Autoteile Park. Bis 2003 existierte daneben die Lebensmittelkette hela Markt.

## Geschichte

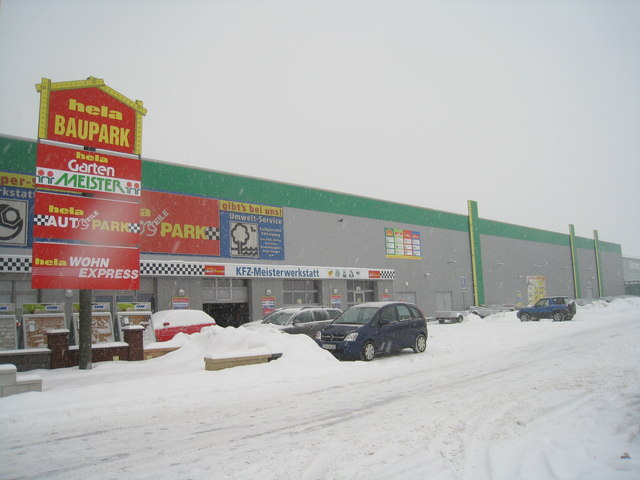
Der hela-Baupark in Hermeskeil im Dezember 2010, damals bereits Teil von Globus Fachmärkte

Der Name Hela wurde aus den Initialen des Gründers eines Vorgängerunternehmens der Distributa-Unternehmensgruppe, Heinrich Lampert, gebildet. Als Marke für Handelsketten kam der Name erstmalig 1969 zum Einsatz, als in Saarbrücken ein SB-Warenhaus als hela center eröffnete. Ab 1977 wurde der Namen für hela Baupark genutzt, es kamen mit hela-Autopark (1984), -Wohnexpress (1986), -Gartenmeister (1987) weitere Fachmarktlinien sowie 1987 in Bous das erste hela Profi-Zentrum hinzu.
Am 17. Juli 2007 wurden die 33 hela-Fachmärkte der Distributa (darunter 31 in Deutschland, 2 in Luxemburg) an die Globus Fachmärkte GmbH & Co. KG veräußert. Der Zusammenschluss wurde vom Bundeskartellamt genehmigt, mit der Auflage, vier hela- oder Globus-Baumärkte zu veräußern, und zwar jeweils einen in den Räumen Merzig-Wadern, St. Wendel, Saarpfalz-Zweibrücken und Idar-Oberstein.
Globus führte die Marke Hela vorerst fort, flaggte die Standorte aber Stück für Stück auf die eigene Baumarktsparte um, im Herbst 2015 wurden die beiden Märkte in Luxemburg als Globus-Standorte neueröffnet. So wurde im Oktober 2020 bekannt, dass die vier letzten Standorte umgeflaggt bzw. geschlossen werden sollen. Zu diesem Zeitpunkt begann die Umflaggung in Schwäbisch Hall und Horb am Neckar, der Standort in Rheinpfalz schloss zum Ende des gleichen Jahres. Mit Neueröffnung als Globus Baumarkt am 19. März 2022 wird der Name Hela nicht mehr fortgeführt.